# Kumma (Nubien)

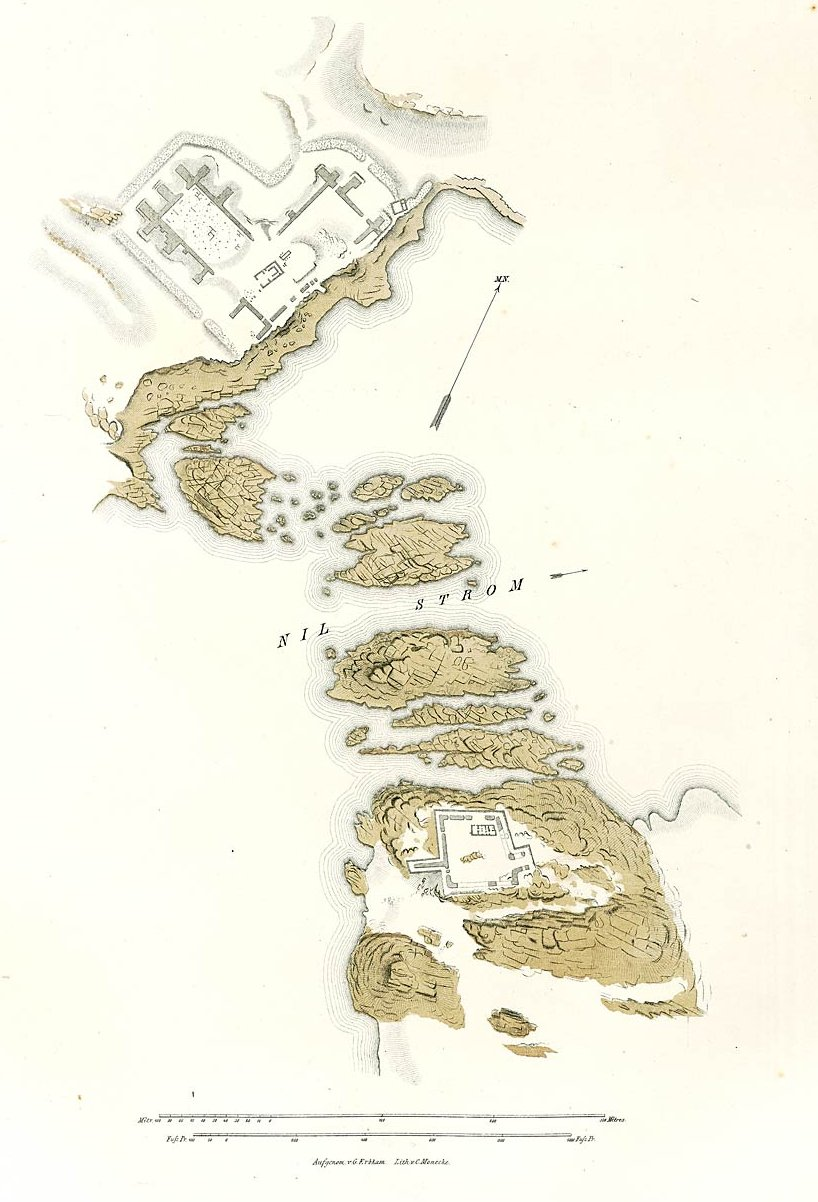
Karte der Festungsanlagen von Semna und Kumma

Kumma bildete zusammen mit Semna eine Befestigungsanlage des alten Ägyptens in Nubien und liegt auf dem Gebiet des heutigen Sudan. Kumma wurde zusammen mit Semna und Semna-Süd durch Sesostris III. errichtet und diente zum Schutz der größeren Festung Semna, wo die Grenzkontrollen zwischen dem alten Ägypten und den südlichen Gebieten stattfand. Die Festung Kumma lag etwa 365 Kilometer südlich von Assuan sowie 35 Kilometer südwestlich des zweiten Nil-Katarakts auf dem östlichen Nilufer. Auf der anderen Seite des Nils lag Semna. Beide Orte sind heute wegen des Assuan-Staudamms vom Nubia-See überflutet. Der Chnumtempel wurde vor der Überflutung gerettet und im Nationalmuseum Sudan wiederaufgebaut.

## Nilstandsmessungen

### Nilstandsmarken
In Kumma stand ein Tempel, der Chnum, Sesostris III. und Dedwen geweiht war. Am dortigen Nilufer befanden sich unterhalb der Festung 16 Nilstandsmarken, die Ende des Mittleren Reiches Amenemhet III. sowie Amenemhet IV. und Nofrusobek dort anbringen ließen. Die markierten Höhen der Nilflut führten bezüglich der Pegelstände in der Ägyptologie zu kontroversen Diskussionen, da sich bei Umrechnung der Nilstände für einen Zeitraum von 61 Regierungsjahren hinsichtlich der Nilometer in Elephantine, Karnak, Per Hapi und Memphis nicht realisierbare Pegelhöhen von deutlich über 33 Ellen ab Elephantine ergeben.
Markant ist in diesem Zusammenhang die Differenz der Nilflutamplituden, die gemäß den Angaben in Kumma um etwa 50 % unter den Werten in Assuan lagen. Das bedeutete in der Praxis, dass in Kumma die Minimal- und Maximalhöhen des Nils wesentlich geringere Schwankungsbreiten gegenüber den im Alten Ägypten belegten Vergleichswerten aufwiesen.
Interpretationen über die Gründe, warum nur bestimmte Jahre vermerkt wurden, können aufgrund fehlender Belege nur als Spekulation bewertet werden. Beispielsweise ist das Argument, dass nur hohe Nilstände niedergeschrieben wurden, nicht haltbar, da in anderen Epochen nachweislich auch normale Nilflutereignisse protokolliert wurden. Auffällig ist jedoch der Befund bezüglich der Nilhöhen, die nur in dieser Aufzeichnungsperiode bis zu acht Metern über dem Niveau des 19. Jahrhunderts und damit auch etwa bis zu zehn Metern über den Vergleichswerten des Alten Ägypten lagen. Die Höchstwerte der Pegelstände fielen in den späteren Regierungsabschnitt von Amenemhet III.

### Nilhöhen
Die gegenüber den sonstigen Marken überhöhten Werte entsprechen unter Berücksichtigung einer etwas geringeren Höhe in etwa den Messverhältnissen von Askut und Mirgissa. Als zumindest ein Kriterium für das Anbringen der Nilflutmarken scheint das Überschreiten von 155 Meter über dem Meeresspiegel maßgebend gewesen zu sein, da die niedrigste Höhe im 40. Regierungsjahr von Amenemhet III. mit einem Pegelstand „+ 0,5 Meter“ angegeben wurde. Bemerkenswert ist in diesem Zusammenhang die im Mittleren Reich in diesen Regionen eingehaltene untere Bebauungsgrenze der umliegenden Siedlungen von etwa 149 Metern über dem Meeresspiegel, die damit deutlich mehrere Meter unter den überhöhten Messwerten der Nilmarken und etwa vier bis fünf Meter über den Nilpegelständen anderer Zeiträume lag.
Zerstörungshorizonte durch Überflutung der betroffenen Siedlungen konnten jedoch nicht nachgewiesen werden. Eine Überschwemmung der Siedlungen aufgrund einer überdurchschnittlichen Nilflut mit einer Höhe von 155 Metern konnte für den Ort Mirgissa am Ende des Mittleren Reiches belegt werden, ist aber nicht den Pegelständen der hier aufgeführten Nilstandsmarken direkt zuzuordnen. Es ist daher unwahrscheinlich, dass es sich bei den Angaben der Nilmarken um besonders hohe Nilfluten handelte, zumal in keiner sonstigen Epoche eine Häufung von den hier genannten – im Durchschnitt alle 200 Jahre – extrem hohen Pegelständen belegt ist.
| Nilhöhen (Messhöhen auf Grundlage des Meeresspiegels) |                 |             |               |                  |                                 |              |
| Nr.                                                   | Jahr            | Nilmarken   | Niedrigwasser | Niedrige Nilflut | Mittlere Nilflut                | Hohe Nilflut |
| 1                                                     | 1852 v. Chr.    | 157,7 Meter | ---           | ---              | ---                             | ---          |
| 2                                                     | 1848 v. Chr.    | 156,1 Meter | ---           | ---              | ---                             | ---          |
| 3                                                     | 1846 v. Chr.    | 157,3 Meter | ---           | ---              | ---                             | ---          |
| 4                                                     | 1839 v. Chr.    | 156,7 Meter | ---           | ---              | ---                             | ---          |
| 5                                                     | 1831 v. Chr.    | 157,4 Meter | ---           | ---              | ---                             | ---          |
| 6                                                     | 1830 v. Chr.    | 160,3 Meter | ---           | ---              | ---                             | ---          |
| 7                                                     | 1829 v. Chr.    | 157,8 Meter | ---           | ---              | ---                             | ---          |
| 8                                                     | 1823 v. Chr.    | 160,5 Meter | ---           | ---              | ---                             | ---          |
| 9                                                     | 1822 v. Chr.    | 158,6 Meter | ---           | ---              | ---                             | ---          |
| 10                                                    | 1821 v. Chr.    | 159,7 Meter | ---           | ---              | ---                             | ---          |
| 11                                                    | 1816 v. Chr.    | 157,3 Meter | ---           | ---              | ---                             | ---          |
| 12                                                    | 1813 v. Chr.    | 155,4 Meter | ---           | ---              | ---                             | ---          |
| 13                                                    | 1812 v. Chr.    | 156,1 Meter | ---           | ---              | ---                             | ---          |
| 14                                                    | 1810 v. Chr.    | 157,3 Meter | ---           | ---              | ---                             | ---          |
| 15                                                    | 1794 v. Chr.    | 157,2 Meter | ---           | ---              | 148,75 Meter (etwa 24,68 Ellen) | ---          |
| 16                                                    | 1791 v. Chr.    | 158,3 Meter | ---           | ---              | 148,75 Meter (etwa 24,68 Ellen) | ---          |
| --                                                    | 19. Jahrhundert | ---         | 139,25 Meter  | 149,89 Meter     | 150,88 Meter (etwa 28,31 Ellen) | 152,29 Meter |

#### Sedimentationsdifferenzen
Annahmen, die schwankende Höhen der Nilflut aufgrund historisch veränderter Sedimentationswerte erklären, konnten durch archäologische Bohrungen widerlegt werden. Mit der Nilschwemme war entgegen der weitverbreiteten Meinung nicht automatisch eine Sedimentation des Nilschlammes in Talebenen verbunden. Vielmehr bestimmen variable Faktoren wie Fließgeschwindigkeit, Flutvolumen, Zusammensetzung der Schwemmpartikel des Nils und das Niveau des Mittelmeeres, ob eine Sedimentation stattfindet. Insbesondere die wechselnden Höhen des Mittelmeeres verursachen das sogenannte „thalassostatische Verhalten“ des Nils.
Ein niedriger Meeresstand verhindert aufgrund der höheren Fließgeschwindigkeit des Nils ein Aufschütten von Sedimenten; in Extremfällen führt dieser Faktor sogar zu einer Abnahme der Sedimentschichten. Bei einem hohen Meeresspiegel tritt die gegenteilige Wirkung ein und es finden vermehrte Ablagerungen statt. Nach den vorliegenden Untersuchungsergebnissen ergibt sich der Befund, dass das Mittelmeer für den Zeitraum vom dritten Jahrtausend v. Chr. bis zum ersten Jahrhundert n. Chr. eine geringe Höhe aufwies und deshalb in dieser Epoche kaum Sedimentablagerungen stattfanden. Das Ergebnis beweist, dass die Phase der intensiven Aufschüttung etwa 3000 v. Chr. endete. Das in der Region von Kumma festgestellte Alluvialbodenniveau von etwa acht Metern zeigt ebenfalls kaum Veränderungen gegenüber der im Mittleren Reich vorhandenen Ablagerungshöhe.

#### Klimatische Änderungen
Meteorologische und klimatische Anomalien sind für den Zeitraum des Mittleren Reiches nicht nachgewiesen. Hydrologische Maßnahmen, die eine derartige Diskrepanz der Kumma-Werte erklären könnten, sind nicht klar beweisbar. Barbara Bell vermutet, dass erhöhte Niederschlagsmengen in der Region Atbara und der Ostsahara für die abweichenden Werte in diesem Zeitraum verantwortlich waren.
Untersuchungen haben jedoch gezeigt, dass derartige Szenarien sich nicht proportional auf das Alte Ägypten ausgewirkt hätten, da damit verbundene überhöhte Flutwellen das Alte Ägypten nicht erreichten, obwohl die Angaben in Kumma diese Entwicklung zunächst nahelegten.

#### Topografische Lage

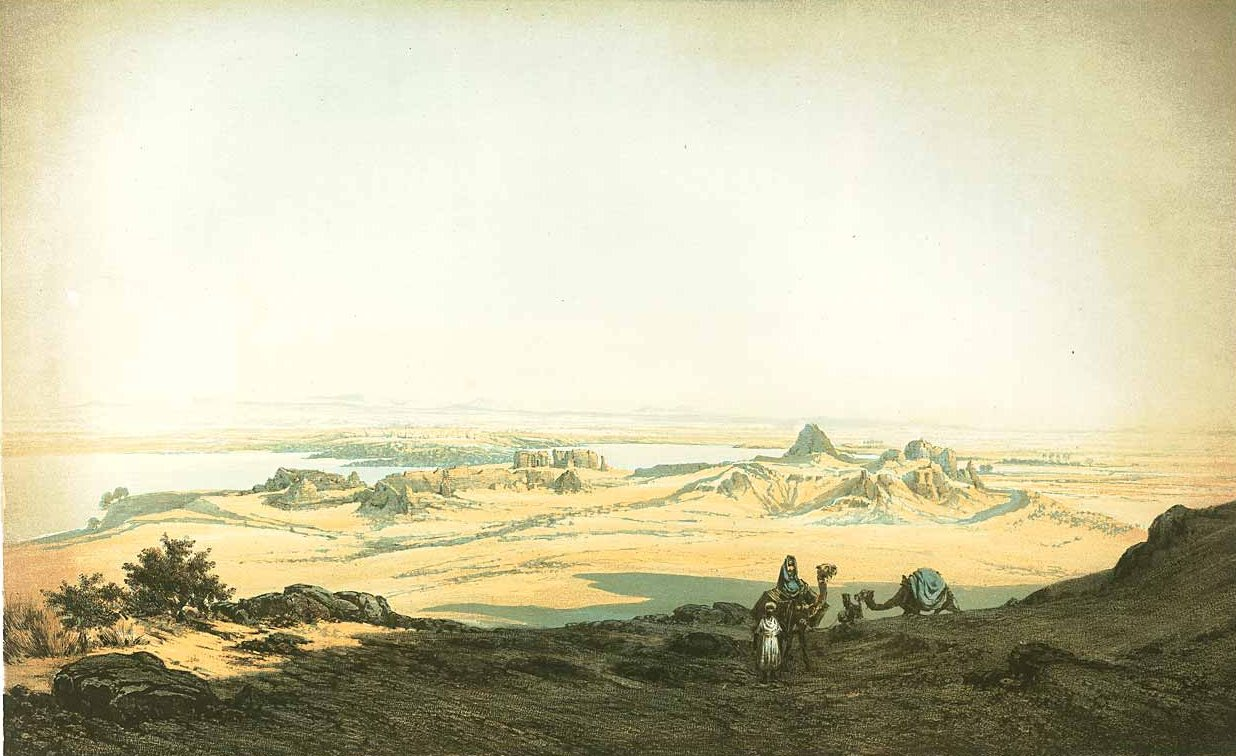
Semna und Kumma 1842–1845, Ansicht von Westen

Als weitere Erklärungsmöglichkeit wurde die topografische Lage von Kumma genannt. Einige Ägyptologen vertraten die Ansicht, dass sich die abweichenden Werte auf das Vorhandensein einer Felsschwelle in der Region Kumma beziehen, so dass sich ein Staueffekt ergab. In späterer Zeit habe sich dieses zusätzliche Hindernis durch Erosion vermindert, was einen geringeren Rückstau zur Folge gehabt hätte. Auch diese Annahme erweist sich nach näherer Betrachtung im Zusammenhang der „Erosionswirkung“ als nicht haltbar.
George Andrew Reisner stellte die Hypothese von einstürzenden Felspartien in der Region Semna und Kumma auf. Archäologische Kampagnen bestätigen Reisners Theorie dahingehend, dass zwischen dem Mittleren Reich und dem Neuen Reich tatsächlich eine Felswand im Kataraktbereich zusammenbrach. Ähnliche Vorkommnisse beim Bau des Assuan-Staudammes belegen Veränderungen der Fluthöhen bei bereits geringen Abweichungen des Flussbettes. Dennoch wird Reisners Erklärungsszenario teilweise als insgesamt nicht überzeugend beurteilt.

#### Zeitpunkt der Nilflut
Auf einer Stele, die in das 23. Regierungsjahr von Amenemhet III. datiert, ist der höchste Pegelstand für den 23. Schemu IV angegeben. Daneben liegt für selbiges Jahr eine Nilstandsmarke aus Semna vor. Sollten sich die Angaben der Stele auf Kumma beziehen, erreichte der Nil in Umrechnung der Angaben des altägyptischen Kalenders in Kumma Ende Oktober den höchsten Stand. Von Kumma benötigt die Flutwelle etwa vier Tage bis zum Erreichen des Nilometers in Elephantine; von dort etwa weitere neun Tage bis in die Region von Memphis. Im Ergebnis bedeutet dies, dass in Memphis der höchste Pegelstand etwa am Neujahrstag 1. Achet I (Mitte November) eingetreten wäre und das Absinken der Nilflut Ende November begonnen hätte. Eine dermaßen verspätete Nilflut ist ansonsten während der gesamten altägyptischen Geschichte sowie in keinen anderen Aufzeichnungen bis zur Gegenwart belegt. Der Herkunftskontext und das topografische Niveau der Stele ist zudem unbekannt.
Christian Leitz nennt zwei Beispiele von extrem verspäteten Nilfluten aufgrund sehr selten vorkommender Wetterlagen, die im 19. Jahrhundert auftraten. Im Jahr 1851 fiel in der Region von Memphis/Kairo vom 25. August bis zum 5. September der Nil zwischenzeitlich um fast einen Meter, ehe eine zweite Flutwelle einsetzte, um nach etwa 14 Tagen Ende September das Maximum zu erreichen. Vier Jahre später sank während der Nilschwemme der Pegel erst ab dem 10. September um außergewöhnliche 150 Zentimeter, ehe auch hier die zweite Flutwelle folgte. Das Maximum der Nilflut trat gegenüber dem Jahr 1851 etwa 16 Tage später Mitte Oktober ein.

#### Möglicher Bau eines Staudammes
Die von Jean Vercoutter mehrfach vertretene Argumentation, zuletzt 1994, basiert auf der Errichtung eines Dammes, der unter Sesostris III. und Amenemhet III. an der bei Kumma befindlichen Felsschwelle erbaut wurde und ein Aufstauen der Nilfluten bewirkte. Das von Sesostris III. und Amenemhet III. veranlasste Nubien-Projekt, das eine bessere Schiffbarkeit des Nilabschnittes oberhalb von Semna zum Ziel hatte, könnte einen denkbaren Grund für die abweichenden Daten der Nilhöhen liefern. Die technischen Möglichkeiten, ein derart aufwändiges Vorhaben umzusetzen, waren zweifelsfrei vorhanden.
In die Regierungszeit von Amenemhet III. fällt ein ähnliches Vorhaben, das durch Regulierung der Wasserzufuhr in den „Moeris-See“ eine Zuführung neuer Flächen für die Landwirtschaft zum Abschluss hatte. Als weiteres Indiz für den Bau eines Dammes werden die Nilmessungen selbst gewertet, die erst ab der Regierungszeit von Amenemhet III. jene abweichenden Werte der Nilfluthöhen nennen. Ein historisch-archäologischer Beweis fehlt bislang, weshalb keine endgültige Beurteilung dieser Annahme möglich ist.